# Borisoglebsk
Borisoglebsk (russisk: Борисогле́бск, tr. Borisoglébsk) er en by i Voronezj oblast i Rusland. Den ligger ved floden Vorona, nær samløbet med floden Khopjor, omkring 200 km øst for Voronezj. Borisoglebsk har 60.687 (2021) indbyggere.
Borisoglebsk blev grundlagt i 1698 . Den er opkaldt efter de russiske helgener Boris og Gleb.
Borisoglebsk flybase ligger 6 km øst for byen.

## Kendte personer fra Borisoglebsk
- Ivan Fioletov – kendt bolsjeviksk revolutionær

## Venskabsby
- Delmenhorst i Tyskland